# Muza moj'ga bluza
Muza moj'ga bluza je deseti studijski album slovenskega glasbenega izvajalca Andreja Šifrerja, izdan 14. septembra 2000 pri založbi Dallas Records. Album je bil posnet v mestecu Healdsburg v Kaliforniji, z izjemo pesmi "Neiztrohnjeno srce" (uglasbitev balade Franceta Prešerna), ki sta jo Šifrer in njegov prijatelj Sam Cooke posnela v Londonu.
Izid albuma je spremljalo ponavljanje števila 14: uradni čas izida je 14. septembra ob 14:14. Ob uradnem izidu je bila prirejena manjša zabava na Gospodarskem razstavišču.

## Glasba
Pesem, ki je pritegnila največ pozornosti, je kontroverzna pesem "Ženske, ki pijejo pivo". Šifrer navaja, da je njegova najljubša pesem z albuma "Heksenšus blues". "Preveč stvari me žre" je priredba pesmi "Too Much on My Mind" skupine The Kinks, ki je izšla na albumu Face to Face (1966).

## Seznam pesmi
Vse pesmi je napisal Andrej Šifrer, razen kjer je to navedeno.
| Št. | Naslov                                           | Dolžina |
| --- | ------------------------------------------------ | ------- |
| 1.  | „Ženske, ki pijejo pivo‟                         | 3:52    |
| 2.  | „Heksenšus blues‟                                | 4:22    |
| 3.  | „Prihaja lev‟                                    | 4:37    |
| 4.  | „Angel iz Bohinja‟                               | 3:22    |
| 5.  | „Ne teptaj mi srca‟                              | 4:32    |
| 6.  | „Neiztrohnjeno srce‟ (besedilo: France Prešeren) | 5:10    |
| 7.  | „Satan je živ‟                                   | 3:17    |
| 8.  | „Preveč stvari me žre‟ (Ray Davies)              | 3:45    |
| 9.  | „Muza moj'ga bluesa‟                             | 3:48    |
| 10. | „7 dni za rock & roll‟                           | 4:37    |

## Zasedba
- Andrej Šifrer — vokal
- Eugene "Hideaway" Bridges — kitara (v živo)
- David Clark — kitara
- Charlie Musselwhite — orglice
- Dan Blessinger — miksanje, inženiring